# Laura Paris
Laura Paris (Rho, 7 de setembro de 2002) é uma ginasta italiana.

## Carreira
Em seu primeiro ano sênior, ela se juntou ao grupo reserva da Italian National e fez parte dele até 2021, quando substituiu a lesionada Letizia Cicconcelli no grupo principal. Ela fez sua estreia internacional sênior em maio daquele ano, na Copa do Mundo de Baku de 2021, onde seu grupo ganhou a medalha de prata no Grupo Geral e nas duas finais de Aparelhos. Então, eles competiram na Copa do Mundo de Pesaro de 2021 e ficaram em 5º lugar no Grupo Geral. No dia seguinte, eles ganharam medalhas de ouro nas duas finais de Aparelhos. Ela competiu no Campeonato Mundial de 2021 em Kitakyushu, Japão, e ganhou a medalha de prata no Grupo Geral.
Nos Jogos Olímpicos de Verão de 2024, em Paris, conquistou a medalha de bronze na competição de grupos na ginástica rítmica, ao lado de Alessia Maurelli, Martina Centofanti, Agnese Duranti e Daniela Mogurean.